# Saison 2016 de l'équipe cycliste Vorarlberg
La saison 2016 de l'équipe cycliste Vorarlberg est la dix-huitième de cette équipe.

## Préparation de la saison 2016

### Arrivées et départs
| Arrivées          | Équipe 2015          |
| ----------------- | -------------------- |
| Brian Bulgaç      | Lotto NL-Jumbo       |
| Žolt Der          | Start-Massi          |
| Manuel Porzner    | Stölting             |
| Patrick Schelling | IAM                  |
| Patrick Schultus  | Tirol                |
| Sérgio Sousa      | LA Alumínios-Antarte |
| Thomas Umhaller   | Amplatz-BMC          |
| Francesc Zurita   | Infisport-Alavanet   |

| Départs            | Équipe 2016             |
| ------------------ | ----------------------- |
| Nicolas Baldo      | Roth                    |
| Víctor de la Parte | CCC Sprandi Polkowice   |
| Aldo Ino Ilešič    | Astellas                |
| Grischa Janorschke | Roth                    |
| Daniel Paulus      |                         |
| Christoph Springer |                         |
| Andreas Walzel     | Felbermayr Simplon Wels |
| Akinori Yamamura   |                         |

## Coureurs et encadrement technique

### Effectif
| Cycliste          | Date de naissance | Nationalité | Équipe 2015          |  |
| ----------------- | ----------------- | ----------- | -------------------- |  |
| Brian Bulgaç      | 4 avril 1988      | Pays-Bas    | Lotto NL-Jumbo       |  |
| Žolt Der          | 25 mars 1983      | Hongrie     | Start-Massi          |  |
| Patrick Jäger     | 3 février 1994    | Autriche    | Vorarlberg           |  |
| Clément Koretzky  | 30 octobre 1990   | France      | Vorarlberg           |  |
| Michael Kucher    | 26 mars 1993      | Autriche    | Vorarlberg           |  |
| Daniel Lehner     | 14 avril 1994     | Autriche    | Vorarlberg           |  |
| Lukas Meiler      | 14 février 1995   | Allemagne   | Vorarlberg           |  |
| Manuel Porzner    | 25 février 1996   | Allemagne   | Stölting             |  |
| Patrick Schelling | 1er mai 1990      | Suisse      | IAM                  |  |
| Manuel Schreiber  | 17 mars 1990      | Autriche    | Vorarlberg           |  |
| Patrick Schultus  | 27 janvier 1994   | Autriche    | Tirol                |  |
| Sérgio Sousa      | 11 octobre 1983   | Portugal    | LA Alumínios-Antarte |  |
| Thomas Umhaller   | 6 juillet 1995    | Autriche    | Amplatz-BMC          |  |
| Nicolas Winter    | 15 février 1989   | Suisse      | Vorarlberg           |  |
| Francesc Zurita   | 10 janvier 1992   | Espagne     | Infisport-Alavanet   |  |

## Bilan de la saison

### Victoires
| Date       | Course                                     | Pays     | Classe | Vainqueur         |
| ---------- | ------------------------------------------ | -------- | ------ | ----------------- |
| 16/04/2016 | 4e étape du Tour du Loir-et-Cher           | France   | 2.2    | Patrick Schelling |
| 17/04/2016 | Classement général du Tour du Loir-et-Cher | France   | 2.2    | Patrick Schelling |
| 07/05/2016 | 4e étape de la Flèche du Sud               | Pays-Bas | 2.2    | Sérgio Sousa      |
| 08/05/2016 | Classement général de la Flèche du Sud     | Pays-Bas | 2.2    | Sérgio Sousa      |